# Joonas Vahtera
Joonas Vahtera (Vaasa, 6 gennaio 1996) è un calciatore finlandese, centrocampista del VPS.